# Danilo Innocenti
Danilo Innocenti (Sesto Fiorentino, 27 marzo 1904 – 29 marzo 1949) è stato un astista italiano, dieci volte campione nazionale assoluto.

## Biografia
Affiliato alla società sportiva ASSI Giglio Rosso, dominò la scena nel salto con l'asta a livello nazionale negli anni 1930, conquistandosi la partecipazione, in quella che rimase la sua unica presenza olimpica, ai Giochi olimpici estivi di Berlino 1936.

## Palmarès
| Anno | Manifestazione  | Sede    | Evento           | Risultato | Prestazione | Note  |
| ---- | --------------- | ------- | ---------------- | --------- | ----------- | ----- |
| 1936 | Giochi olimpici | Berlino | Salto con l'asta | 6º        | 4,00 m      | [ 2 ] |

## Campionati nazionali
- ai Campionati italiani assoluti di atletica leggera, salto con l'asta (1927, 1928, 1930, 1931, 1932, 1933, 1934, 1935, 1936, 1937)[3]